# Craig Nicholls
Craig Robert Nicholls (nacido el 31 de agosto de 1977 en Sídney, Australia) es el cantante principal, compositor, y guitarrista del grupo de rock The Vines. También toca diferentes tipos de percusión y Moog en las canciones de The Vines: Toca el piano en "Homesick" (Highly Evolved), y el bajo en "Futuretarded" (Vision Valley). Es multiinstrumentista y recientemente se ha vuelto productor del nuevo álbum doble de The Vines (Wicked nature).

## Comienzos
Craig es el segundo más joven de cuatro hermanos: tiene dos hermanas y un hermano. Pasó su niñez escuchando a The Beatles y pintando. Dejó la escuela, el Marist College Penshurst, donde estudiaba junto a Ryan Griffiths (quien tiempo después sería guitarrista de su banda) en el décimo grado de la Secundaria, debido a una gran depresión. Debido a que estaba interesado en la pintura, decidió ingresar a una escuela de arte para estudiar lo que le gustaba. Pudo financiar su vocación con el dinero que ganaba en un trabajo de comida rápida (en un restaurante de McDonalds en South Hurtsville, Sídney). Ahí conoció a sus futuros compañeros de banda, Patrick Matthews (quien dejó el grupo en el 2004) y a David Ollife (baterista fundador). Compartieron el interés en la banda Nirvana y Nicholls comenzó a ahorrar dinero para un eventual EP, con la esperanza de poder colaborar para grabar algún material. Él ha mencionado en algunas entrevistas que su banda, en principio, se llamaría "Rishikesh", que es el nombre del lugar de la India a donde habían ido The Beatles, su banda favorita, pero decidieron cambiarlo a The Vines porque algunos periódicos y revistas confundían el nombre con "Rishi Chams". Además, su padre, durante su juventud, había tenido una banda que se hacía llamar "The Vynes".
Craig aprendió a tocar la guitarra durante su niñez, ya que su padre le enseñaba desde muy temprana edad.
Craig nunca había escrito canciones hasta que comenzaron a tocar en vivo. En una entrevista dijo que una vez que comenzó a escribir canciones le empezó a gustar y continuó escribiendo más y más. Dijo que escribir era una buena salida para él.
Debido a sus actuaciones, que incluyeron fiestas caseras, reunieron seguidores en Sídney y por consiguiente lograron que Capitol Records se interesara en ellos. Nicholls continuó pintando, y sus piezas son a menudo utilizadas en las portadas y contenidos de los álbumes de The Vines.

## Carrera musical. Éxito de la banda

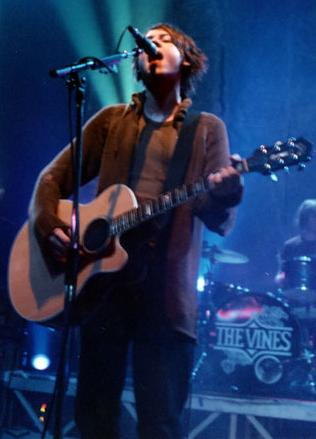
Craig Nicholls, cantante de la banda The Vines.

The Vines grabaron su primer álbum, Highly Evolved, con el productor Rob Schnapf, en la ciudad de Los Ángeles. Durante la grabación, el baterista David Oliffe abandonó la banda, siendo reemplazado por el actual baterista, Hamish Rosser.
El primer sencillo del álbum, que llevaba el nombre del mismo, obtuvo un visto bueno por parte de los críticos del medio, y en su primera semana, alcanzó el puesto #32 en el escalafón de sencillos en el Reino Unido. Los otros sencillos del Highly Evolved fueron "Outtathaway!", "Get Free" y "Homesick". Al final, se vendieron un poco más de 1 millón 500 mil copias del álbum. En septiembre de 2002, se convirtieron en la primera banda australiana en aparecer en la portada de la revista Rolling Stone en más de 20 años.
El rápido éxito de la banda fue dificultoso para Craig, lo cual creó tensión interna en la banda, los conciertos podían acabar entre un "éxito electrizante", hasta en un completo e irremediable caos, y sus presentaciones en los shows de televisión de Jay Leno y David Letterman, llevaron a que se les prohibiera dar conciertos durante un tiempo.
En 2004, la banda se asentó un tiempo en Bearsville, Woodstock, donde se ubicaba el estudio donde grabaron su segundo álbum, Winning Days, publicado en 2004. El álbum, durante su primera semana, se ubicó en los escalafones de ventas de Australia, Estados Unidos y Reino Unido en los puestos #7, #23 y #32 respectivamente. El primer sencillo del nuevo álbum que estuvo disponible para descargar fue "Ride", digitalmente por medio del iTunes de Apple.

## Síndrome de Asperger
Durante un show promocional para la emisora Triple m, el bajista, Patrick Matthews, salió del escenario después de que Craig le pidiera a la audiencia no hablar durante su actuación. Él dijo "¿por qué demonios se están riendo ustedes?, parecen una manada de ovejas, por qué mejor no sa van a decir "baaa!"". Craig incluso fue acusado por la fotógrafa Janie Barret de agredirla al tirarle la cámara, que presentó cargos judiciales por ello. Patrick Matthews (ahora parte del grupo de rock Youth Group) nunca volvió a tocar con The Vines, y a la banda se le prohibió volver a tocar en el auditorio de la emisora Triple M por tiempo indefinido. El juicio se llevó a cabo el día 19 de noviembre en la corte local de Balmain, en Sídney, en el cual Craig fue acompañado por su hermano, Matt Nicholls, y por su mánager y amigo, Andy Kelly. Durante el juicio, se reveló que Craig tiene Síndrome de Asperger, detectable en personas por sus conductas obsesivas y dificultad para relacionarse con los demás. Esto ya era conocido por el técnico de guitarras de Craig en las giras y conciertos, el veterano británico Tony Bateman, quien ya había trabajado con The Cure, Sisters of Mercy y Black Sabbath. Él sospechó que había algo "raro" en la conducta de Craig, y más aún después de leer acerca del Síndrome de Asperger en internet, y luego lo habló con Andy Kelly. Después de esto, el juez que atendía el caso dejó en libertad al músico, con la condición de que empezara inmediatamente un tratamiento para su padecimiento. Al salir del juzgado, Craig grito "I'm free!!!" (soy libre!!!), y días después comenzó con su tratamiento.
Estuvo bajo tratamiento y psicoterapia durante unos 6 meses, durante los cuales abandonó sus conocidos vicios de marihuana y comida basura. Él ha hablado de esto en entrevistas e intervenciones dadas a revistas y programas de televisión.

## Retorno
A mediados de 2005, la banda anunció que grabarían un tercer disco en Australia, disco bajo la producción de Wayne Connolly, el cual fue casi un incógnito, ya que decidieron grabarlo justo luego de que Craig saliera de su tratamiento. El álbum titulado Vision Valley fue lanzado en Australia el 1 de abril del 2006 en Australia y el 4 de abril en los Estados Unidos.
En 2006, luego de casi 2 años sin tocar en vivo, The Vines retornó a los escenarios haciendo algunos pequeños conciertos, incluyendo uno en el Kentish Town Forus de Londres, el martes siguiente de su actuación en el Carling Reading y los festivales de Leeds.
Luego de actuar en el Homebake (Big Day Out) 2007, Craig reveló que tenía ya escritas unas 15 canciones para el siguiente álbum de The Vines, agregando que empezarían su grabación en abril de 2007, y que su lanzamiento está programado para finales de 2007 o inicios de 2008.
El último disco de la banda se titula Future Primitive (álbum), lanzado bajo el sello discográfico Sony Music, el 20 de julio de 2011. Actualmente Craig Nicholls y los actuales The Vines están trabajando en su próximo álbum , el cual se especula será lanzado el 2014 0 2015.